# Vicepreședinte al Comisiei Europene
Vicepreședinte al Comisiei Europene este un post în cadrul Comisiei Europene ocupat de obicei de mai mult de un membru al Comisiei. De la intrarea în vigoare a Tratatului de la Lisabona din 2009, unul dintre aceste posturi este ex officio Înaltul Reprezentant al Uniunii pentru Afaceri Externe și Politică de Securitate, alții fiind numiți de președintele Comisiei. În prezent, există șapte vicepreședinți ai Comisiei, inclusiv doi prim-vicepreședinți, dintre care unul este Înaltul Reprezentant.

## Rol și beneficii

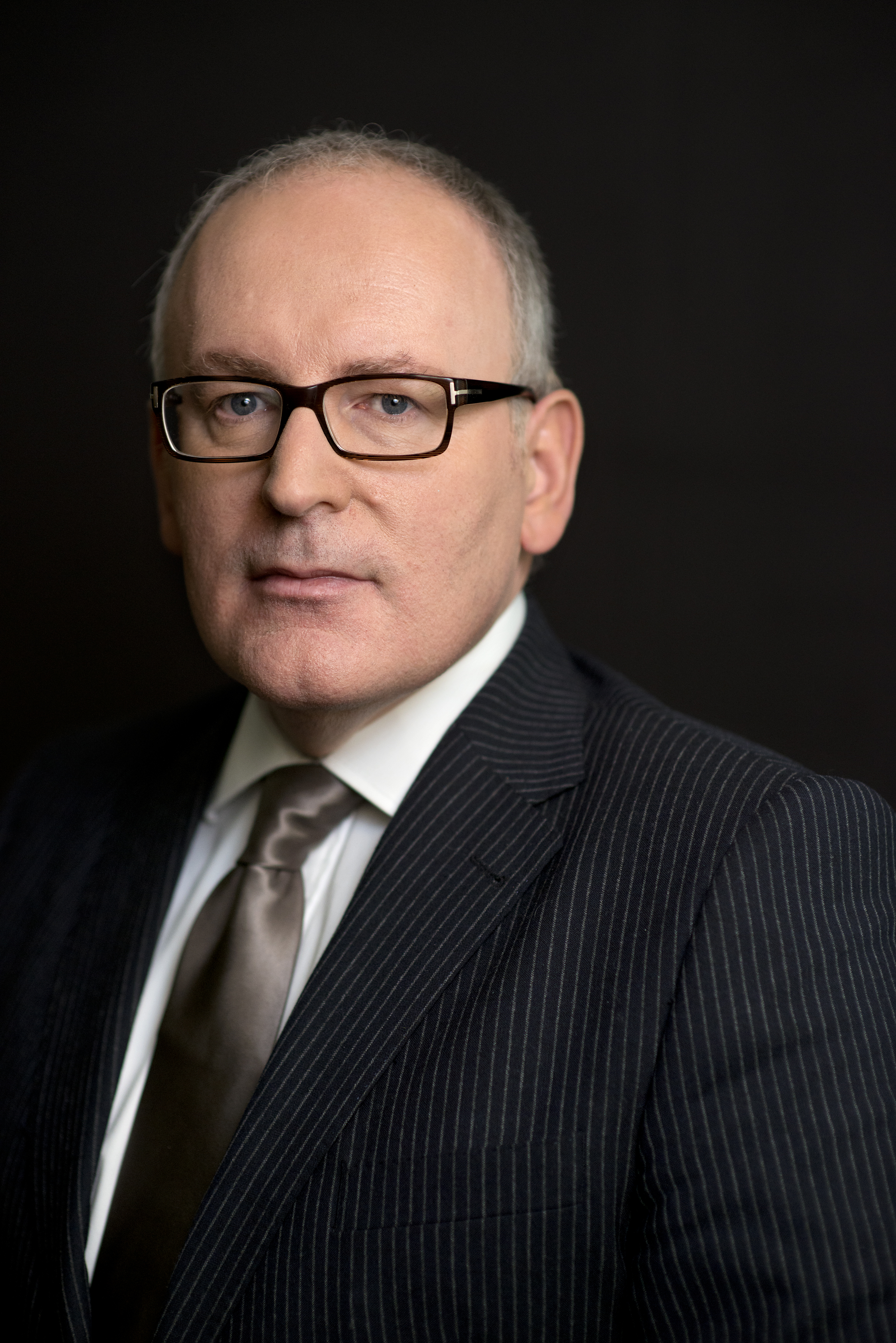
Actualul prim-vicepreședinte al Comisiei Europene, Frans Timmermans.

Orice vicepreședinte ocupă acest rol pe lângă portofoliul obișnuit de comisar european. Deși funcția de vicepreședinte nu oferă prea multă putere, este considerată o funcție importantă. Vicepreședinții Comisiei pot să înceteze această funcție în orice moment, la decizia președintelui (cu excepția Înaltului Reprezentant al UE), fără a se presupune în mod necesar că aceștia încetează să mai fie comisari.
Salariile Comisiei sunt stabilite ca procent din categoria de funcționar public superior. Vicepreședinții sunt plătiți la 125% (22.122,10 € lunar), față de 112,5% (19.909,89 €) pentru comisarii normali și 138% (24.422,80 €) pentru președinte. Totuși, vicepreședintele, care este și Înaltul Reprezentant, este plătit la 130% (23.006,98 €).
Există și alte cote în plus față de aceste cifre.

## Prim-vicepreședinte
Prim-vicepreședintele are de obicei rolul principal al unui vicepreședinte: preluarea atribuțiilor de la președinte în absența lor. Actualul prim-vicepreședinte este Frans Timmermans. Fostul prim-vicepreședinte a fost Catherine Ashton, care a fost, de asemenea, Înaltul Reprezentant al Uniunii pentru afaceri externe și politica de securitate.
Prim-vicepreședintele este „numărul doi” în ierarhia internă a Colegiului și greutatea sa politică este, prin urmare, mai mare decât a celorlalți comisari, inclusiv ceilalți vicepreședinți.

## Lista vicepreședinților
| Comisie                                                        | Vicepreședinte                             | Stat membru   |  | Partid               |
| -------------------------------------------------------------- | ------------------------------------------ | ------------- |  | -------------------- |
| Walter Hallstein (1) (7 ianuarie 1958 — 9 ianuarie 1962)       | Sicco Leendert Mansholt                    | Țările de Jos |  | PvdA                 |
| Walter Hallstein (1) (7 ianuarie 1958 — 9 ianuarie 1962)       | Robert Marjolin                            | Franța        |  | SFIO                 |
| Walter Hallstein (1) (7 ianuarie 1958 — 9 ianuarie 1962)       | Piero Malvestiti Până la 15 noiembrie 1959 | Italia        |  | DC                   |
| Walter Hallstein (1) (7 ianuarie 1958 — 9 ianuarie 1962)       | Giuseppe Caron De la 24 noiembrie 1959     | Italia        |  | DC                   |
| Walter Hallstein (2) (8 ianuarie 1962 — 6 iulie 1967)          | Sicco Leendert Mansholt                    | Țările de Jos |  | PvdA                 |
| Walter Hallstein (2) (8 ianuarie 1962 — 6 iulie 1967)          | Robert Marjolin                            | Franța        |  | SFIO                 |
| Walter Hallstein (2) (8 ianuarie 1962 — 6 iulie 1967)          | Giuseppe Caron Până la 15 aprilie 1963     | Italia        |  | DC                   |
| Jean Rey (7 iulie 1967 — 30 iunie 1970)                        | Sicco Leendert Mansholt                    | Țările de Jos |  | PvdA                 |
| Jean Rey (7 iulie 1967 — 30 iunie 1970)                        | Lionello Levi Sandri                       | Italia        |  | PSI                  |
| Jean Rey (7 iulie 1967 — 30 iunie 1970)                        | Fritz Hellwig                              | RFG           |  | CDU                  |
| Jean Rey (7 iulie 1967 — 30 iunie 1970)                        | Raymond Barre                              | Franța        |  | Independent          |
| Franco Maria Malfatti (1 iulie 1970 — 21 martie 1972)          | Sicco Leendert Mansholt                    | Țările de Jos |  | PvdA                 |
| Franco Maria Malfatti (1 iulie 1970 — 21 martie 1972)          | Fritz Hellwig                              | RFG           |  | SPD                  |
| Franco Maria Malfatti (1 iulie 1970 — 21 martie 1972)          | Raymond Barre                              | Franța        |  | Independent          |
| Sicco Leendert Mansholt (22 martie 1972 — 5 iunie 1973)        | Wilhelm Haferkamp                          | RFG           |  | Independent          |
| François-Xavier Ortoli (6 ianuarie 1973 — 5 ianuarie 1977)     | Patrick Hillery                            | Irlanda       |  | FF                   |
| François-Xavier Ortoli (6 ianuarie 1973 — 5 ianuarie 1977)     | Wilhelm Haferkamp                          | RFG           |  | SPD                  |
| François-Xavier Ortoli (6 ianuarie 1973 — 5 ianuarie 1977)     | Henri Simonet                              | Belgia        |  | PSB                  |
| François-Xavier Ortoli (6 ianuarie 1973 — 5 ianuarie 1977)     | Christopher Soames                         | Regatul Unit  |  | Partidul conservator |
| François-Xavier Ortoli (6 ianuarie 1973 — 5 ianuarie 1977)     | Carlo Scarascia-Mugnozza                   | Italia        |  | Independent          |
| Roy Jenkins (6 ianuarie 1977 — 5 ianuarie 1981)                | Wilhelm Haferkamp                          | RFG           |  | SPD                  |
| Roy Jenkins (6 ianuarie 1977 — 5 ianuarie 1981)                | Henk Vredeling                             | Țările de Jos |  | PvdA                 |
| Roy Jenkins (6 ianuarie 1977 — 5 ianuarie 1981)                | Finn Olav Gundelach                        | Danemarca     |  | Independent          |
| Roy Jenkins (6 ianuarie 1977 — 5 ianuarie 1981)                | François-Xavier Ortoli                     | Franța        |  | RPR                  |
| Roy Jenkins (6 ianuarie 1977 — 5 ianuarie 1981)                | Lorenzo Natali                             | Italia        |  | DC                   |
| Gaston Thorn (6 ianuarie 1981 — 5 ianuarie 1982)               | Christopher Tugendhat                      | Regatul Unit  |  | Partidul conservator |
| Gaston Thorn (6 ianuarie 1981 — 5 ianuarie 1982)               | François-Xavier Ortoli                     | Franța        |  | RPR                  |
| Jacques Delors (1) (6 ianuarie 1982 — 5 ianuarie 1989)         | Frans Andriessen                           | Țările de Jos |  | CDA                  |
| Jacques Delors (1) (6 ianuarie 1982 — 5 ianuarie 1989)         | Henning Christophersen                     | Danemarca     |  | V                    |
| Jacques Delors (1) (6 ianuarie 1982 — 5 ianuarie 1989)         | Francis Cockfield                          | Regatul Unit  |  | Partidul conservator |
| Jacques Delors (1) (6 ianuarie 1982 — 5 ianuarie 1989)         | Karl-Heinz Narjes                          | RFG           |  | CDU                  |
| Jacques Delors (1) (6 ianuarie 1982 — 5 ianuarie 1989)         | Lorenzo Natali                             | Italia        |  | DC                   |
| Jacques Delors (1) (6 ianuarie 1982 — 5 ianuarie 1989)         | Manuel Marín (De la 5 ianuarie 1986)       | Spania        |  | PSOE                 |
| Jacques Delors (2) (6 ianuarie 1989 — 31 decembrie 1992)       | Frans Andriessen                           | Țările de Jos |  | CDA                  |
| Jacques Delors (2) (6 ianuarie 1989 — 31 decembrie 1992)       | Martin Bangemann                           | Germania      |  | FDP                  |
| Jacques Delors (2) (6 ianuarie 1989 — 31 decembrie 1992)       | Leon Brittan                               | Regatul Unit  |  | Partidul conservator |
| Jacques Delors (2) (6 ianuarie 1989 — 31 decembrie 1992)       | Henning Christophersen                     | Danemarca     |  | V                    |
| Jacques Delors (2) (6 ianuarie 1989 — 31 decembrie 1992)       | Manuel Marín                               | Spania        |  | PSOE                 |
| Jacques Delors (2) (6 ianuarie 1989 — 31 decembrie 1992)       | Lorenzo Natali                             | Italia        |  | DC                   |
| Jacques Delors (3) (1 ianuarie 1993 — 22 ianuarie 1995)        | Martin Bangemann                           | Germania      |  | FDP                  |
| Jacques Delors (3) (1 ianuarie 1993 — 22 ianuarie 1995)        | Leon Brittan                               | Regatul Unit  |  | Partidul conservator |
| Jacques Delors (3) (1 ianuarie 1993 — 22 ianuarie 1995)        | Henning Christophersen                     | Danemarca     |  | V                    |
| Jacques Delors (3) (1 ianuarie 1993 — 22 ianuarie 1995)        | Manuel Marín                               | Spania        |  | PSOE                 |
| Jacques Delors (3) (1 ianuarie 1993 — 22 ianuarie 1995)        | Karel Van Miert                            | Belgia        |  | SP                   |
| Jacques Delors (3) (1 ianuarie 1993 — 22 ianuarie 1995)        | Antonio Ruberti                            | Italia        |  | PSI                  |
| Jacques Santer (23 ianuarie 1995 — 15 martie 1999)             | Leon Brittan                               | Regatul Unit  |  | Partidul conservator |
| Jacques Santer (23 ianuarie 1995 — 15 martie 1999)             | Manuel Marín                               | Spania        |  | PSOE                 |
| Manuel Marín (16 martie 1999 — 15 septembrie 1999)             | Leon Brittan                               | Regatul Unit  |  | Partidul conservator |
| Romano Prodi (16 septembrie 1999 — 21 noiembrie 2004)          | Neil Kinnock                               | Regatul Unit  |  | Lab                  |
| Romano Prodi (16 septembrie 1999 — 21 noiembrie 2004)          | Loyola de Palacio                          | Spania        |  | PP                   |
| José Manuel Barroso (1) (22 noiembrie 2004 — 9 februarie 2010) | Margot Wallström                           | Suedia        |  | SAP                  |
| José Manuel Barroso (1) (22 noiembrie 2004 — 9 februarie 2010) | Günter Verheugen                           | Germania      |  | SPD                  |
| José Manuel Barroso (1) (22 noiembrie 2004 — 9 februarie 2010) | Jacques Barrot                             | Franța        |  | UMP                  |
| José Manuel Barroso (1) (22 noiembrie 2004 — 9 februarie 2010) | Siim Kallas                                | Estonia       |  | ERP                  |
| José Manuel Barroso (1) (22 noiembrie 2004 — 9 februarie 2010) | Franco Frattini Până la 8 mai 2008         | Italia        |  | SP                   |
| José Manuel Barroso (1) (22 noiembrie 2004 — 9 februarie 2010) | Antonio Tajani De la 9 mai 2008            | Italia        |  | SP                   |
| José Manuel Barroso (2) (10 februarie 2010 — 1 noiembrie 2014) | Catherine Ashton                           | Regatul Unit  |  | Lab                  |
| José Manuel Barroso (2) (10 februarie 2010 — 1 noiembrie 2014) | Viviane Reding                             | Luxemburg     |  | CSV                  |
| José Manuel Barroso (2) (10 februarie 2010 — 1 noiembrie 2014) | Joaquín Almunia                            | Spania        |  | PSOE                 |
| José Manuel Barroso (2) (10 februarie 2010 — 1 noiembrie 2014) | Siim Kallas                                | Estonia       |  | ERP                  |
| José Manuel Barroso (2) (10 februarie 2010 — 1 noiembrie 2014) | Neelie Kroes                               | Țările de Jos |  | VVD                  |
| José Manuel Barroso (2) (10 februarie 2010 — 1 noiembrie 2014) | Antonio Tajani                             | Italia        |  | PdL                  |
| José Manuel Barroso (2) (10 februarie 2010 — 1 noiembrie 2014) | Maroš Šefčovič                             | Slovacia      |  | SMER-SD              |
| Jean-Claude Juncker (1 noiembrie 2014 - în curs)               | Frans Timmermans                           | Țările de Jos |  | PvdA                 |
| Jean-Claude Juncker (1 noiembrie 2014 - în curs)               | Federica Mogherini                         | Italia        |  | PD                   |
| Jean-Claude Juncker (1 noiembrie 2014 - în curs)               | Kristalina Gueorguieva                     | Bulgaria      |  | Independent          |
| Jean-Claude Juncker (1 noiembrie 2014 - în curs)               | Andrus Ansip                               | Estonia       |  | ERP                  |
| Jean-Claude Juncker (1 noiembrie 2014 - în curs)               | Maroš Šefčovič                             | Slovacia      |  | SMER-SD              |
| Jean-Claude Juncker (1 noiembrie 2014 - în curs)               | Valdis Dombrovskis                         | Letonia       |  | Unitate              |
| Jean-Claude Juncker (1 noiembrie 2014 - în curs)               | Jyrki Katainen                             | Finlanda      |  | Kok                  |